# Seznam slovaških generalov
Seznam slovaških generalov.

## A
- Ján Ambruš

## B
- Ľubomír Bulík

## C
- Milan Cerovský

## Č
- Ferdinand Čatloš

## D
- Martin Dzúr

## G
- Ján Golian (1906-45)

## H
- Július Humaj

## J
- Štefan Jurech

## M
- Milan Maxim
- Marián Mikluš

## N
- Július Nosko

## P
- (Lev Prchala)

## Š
- Milan Rastislav Štefánik

## T
- Jozef Tuchyňa
- Jozef Turanec

## V
- Milán Václavík
- Rudolf Viest
- Peter Vojtek

## Z
- Daniel Zmeko

## Ž
- Viliam Žingor